# Продукция Kodak
За время своего существования компания Kodak выпускала и в настоящее время выпускает различные продукты и изделия: фотоаппараты, фото- и киноплёнку, фоторамки, штативы, фотобумагу, фотокиоски и др.

## Фотокамеры цифровые
Однообъективные зеркальные фотоаппараты:
- Kodak DCS — 1991,
- Kodak DCS 200 — 1992,
- Kodak DCS 410 — 1994,
- Kodak DCS 420 — 1994,
- Kodak DCS 460 — 1994,
- Kodak AP NC2000 — 1994,
- Kodak EOS-DCS 5 — 1994,
- Kodak EOS-DCS 3 — 1995,
- Kodak EOS-DCS 1 — 1995,
- Kodak DCS 520 — 1998,
- Kodak DCS 315 — 1998,
- Kodak DCS 560 — 1998,
- Kodak DCS 330 — 1999,
- Kodak DCS 620 — 1999,
- Kodak DCS 660 — 1999,
- Kodak DCS 720 — 2001,
- Kodak DCS 760 — 2001.

Однообъективные зеркальные фотоаппараты с полнокадровой матрицей:
- Kodak DCS Pro 14n — 2002,
- Kodak DCS Pro SLR/c — 2004,
- Kodak DCS Pro SLR/n — 2004.

Kodak EasyShare:
- Kodak EasyShare one
- Серия C: C140, C180, C300, C433, C513, C613, C643, C653, C713, C743, C763, C813, C875, C913, C1013.
- Серия М: M320, M340, M380, M753, M763, M853, M863, M873, M883, M893 IS, M1033, M1063, M1073 IS, M1093 IS.
- Серия P: P712.
- Серия V: V530, V550, V570, V610, V705, V803, V1003, V1073, V1233, V1253, V1273.
- Серия Z: Z612, Z650, Z700, Z710, Z712 IS, Z730, Z740, Z760, Z812 IS, Z885, Z915, Z980, Z990 Max, Z1012 IS, Z1015 IS, Z1085 IS, Z1275, Z1285, Z7590, Z8612 IS.

В начале 2013 года компания продала права на производство фотоаппаратов под брендом Kodak калифорнийской компании JK Imaging.

## Плёночные фотоаппараты
Компания Eastman Kodak производила фотоаппараты для плёнок типов:
- Плёнка типа 135
- Плёнка типа 101
- Плёнка типа 103
- Плёнка типа 105
- Плёнка типа 110
- Плёнка типа 116
- Плёнка типа 118
- Плёнка типа 120
- Плёнка типа 122
- Плёнка типа 123
- Плёнка типа 124
- Плёнка типа 126
- Плёнка типа 127
- Плёнка типа 616
- Плёнка типа 620
- Плёнка типа 828
- Большой формат
- APS

## Объективы
До 1914 года компания Eastman Kodak на свои фотоаппараты устанавливал простейшие менисковые линзы, или объективы сторонних производителей, например Rapid Rectilinear компании Bausch & Lomb.
Eastman Kodak выпускал объективы не только для фотоаппаратов, но и для проекторов, увеличителей, слайд проекторов и т. д.

## Фоторамки цифровые
Рамки с беспроводным соединением:
- KODAK EASYSHARE W: W1020, W820.
- KODAK EASYSHARE EX: EX1011, EX811.

Рамки мультимедиа:
- KODAK EASYSHARE M: M1020, M820.
- KODAK EASYSHARE SV: SV1011, SV811, SV710.

Рамки фото:
- KODAK EASYSHARE P: P820, P720, P520.
- KODAK EASYSHARE S: S510.

## Аксессуары

### Кабели, переходники
- Модель AV-8, аудио-видео кабель
- Модель U-4, кабель USB
- Модель U-5A, кабель USB
- Модель U-8, кабель USB
- Кабель USB с разъёмом для док-устройства
- Разъём-переходник USB/A/V

## Расходные материалы для принтеров
Бумага для струйных принтеров:
- Kodak Ultra Premium
- Kodak Premium
- Kodak Photo Paper

## Интерактивные службы печати
- Kodak Gallery

## Программное обеспечение
- KODAK EASYSHARE
- Драйверы для фотокамер
- Прошивки для фотокамер

## Фотокиоски цифровые
- KODAK PICTURE KIOSK

## Kodak Picture CD
Kodak Picture CD — наследник более раннего Photo CD. Содержит изображения в разрешении 1024 x 1536, используя JPEG сжатие. Программное обеспечение для просмотра и редактирования изображений включено в содержимое компакт-диска.

## KodakPhoto CD
Kodak Photo CD — стандартный компакт-диск с программным обеспечением Kodak. Данный формат предпочтителен для профессионального использования из-за его превосходящего качества и вместимости, по сравнению с Kodak Picture CD.

## Фотоплёнка
- Негативная плёнка типа 135:
  - KODAK EKTAR 100
  - KODAK BW400CN
  - KODAK ProFoto XL 100
  - KODAK TMAX 100
  - KODAK TMAX P3200
  - KODAK PORTRA 160NC
  - KODAK PORTRA 160VC
  - KODAK PORTRA 400NC
  - KODAK PORTRA 400VC
  - KODAK PORTRA 800
  - KODAK ULTRA MAX 400
  - KODAK GOLD 200
  - KODAK GOLD 100
  - KODAK GOLD 100
- Негативная плёнка типа 110
- Обращаемая плёнка типа 135
  - KODAK EKTACHROME 100G
  - KODAK EKTACHROME 100VS

## Видеокамеры цифровые
- Kodak zi6
- Kodak zi8

## Смартфоны
- Kodak IM5 - представлен на выставке CES 2015

## Планшеты
- Kodak Tablet 7" и Kodak Tablet 10" - планшеты с семи- и десятиюймовыми экранами соответственно, анонсированные летом 2017 года.